# Milchleistung
Als Milchleistung wird in der Viehzucht die Menge Milch in Kilogramm oder Litern (ein Liter Milch entspricht 1,03 kg Milch) bezeichnet, die ein Muttertier, z. B. eine Milchkuh, pro Laktationsperiode, also in der Zeit zwischen einer Geburt des Jungtiers (z. B. bei Kühen „Kalbung“) und Trockenstellen, produziert (im Durchschnitt 305 Tage).
Teilweise wird die Milchleistung auch als
- Produktionsmenge Milch in Kilogramm oder Liter pro Jahr
- Tagesdurchschnittsleistung in Litern pro Laktationsperiode oder
- Tagesdurchschnittsleistung pro Jahr

definiert.

## Milchleistung von Kühen

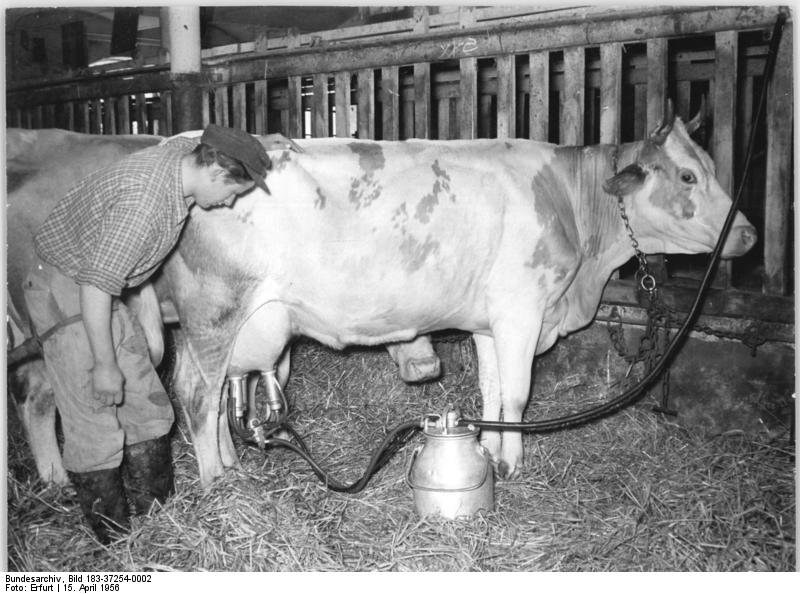
Die neunjährige Kuh „Renate“ mit einer Jahresmilchleistung von 8.000 Litern (1955) auf dem Volksgut Schöndorf

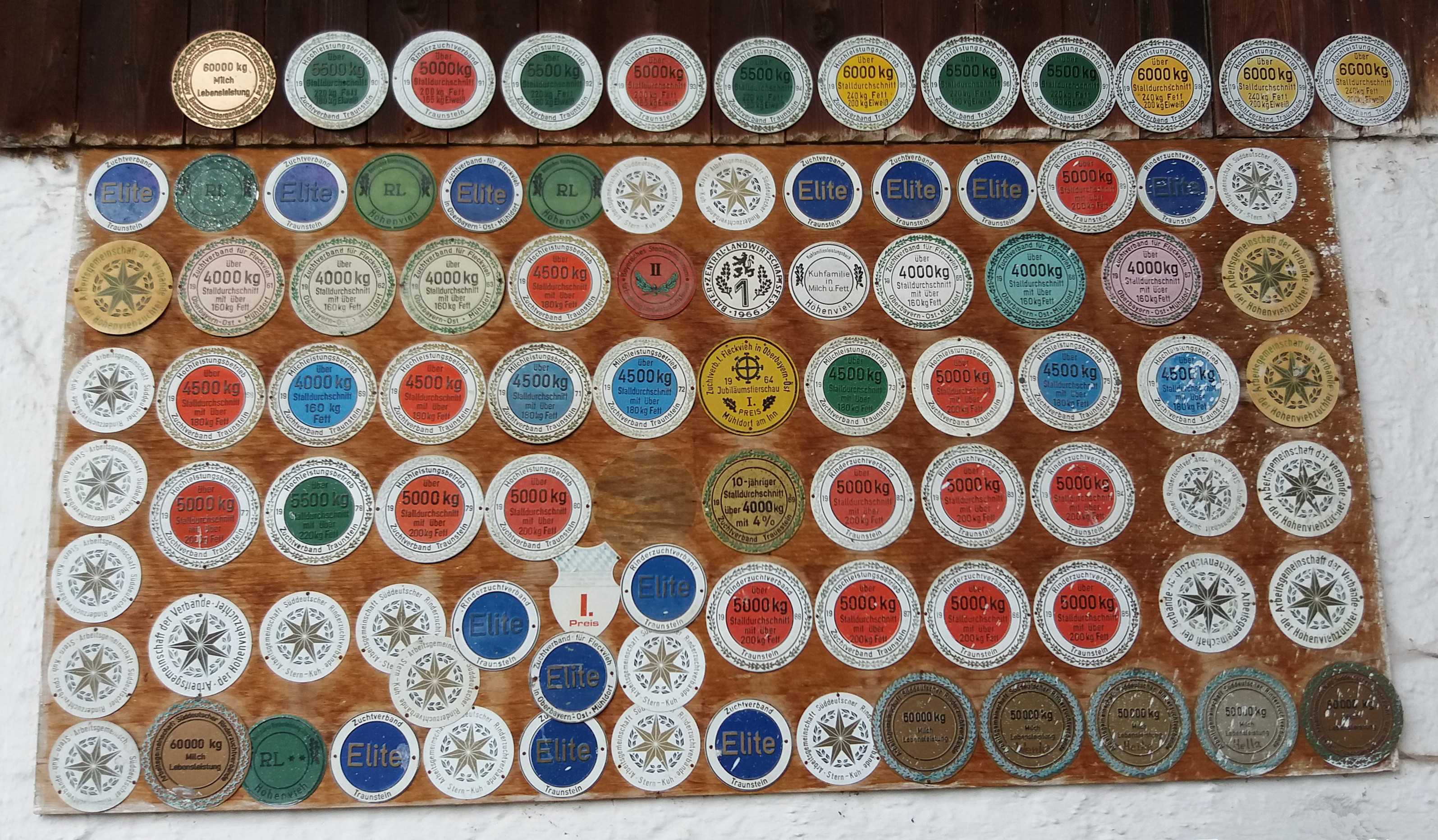
Auszeichnungen eines Rinderzüchters u. a. für Milchleistung (siehe z. B. goldene Plakette oben links)

Da für die Ernährung eines Kalbes eine Produktion von ca. 8 kg Milch pro Tag ausreicht, war der Organismus von Kühen ursprünglich auf diese Menge eingestellt. Heute gibt es Hochleistungskühe, die täglich bis zu 50 kg Milch geben, worin enthalten sind: 1,6 kg Eiweiß, 2 kg Fett und 2,4 kg Zucker.
2009 lag in der EU (mit Großbritannien) die Milchleistung pro Kuh und Jahr bei durchschnittlich etwa 6.700 kg und schwankte dabei zwischen 2.200 in Bulgarien und 8.400 in Dänemark. In Deutschland stieg sie in den letzten 20 Jahren deutlich an: Im Jahre 1990 lag sie bei ca. 4.700 Litern, 2000 bei etwa 6.100 und 2007 bei 7.000 kg. Im Jahre  2019 gaben die insgesamt etwa 3,5 Mio. Milchkühe durchschnittlich 8.907 kg/a, davon die in Sachsen 9.815 kg und die sächsischen schwarzbunten Holsteiner 9.900 kg. Die durchschnittliche Milchleistung von Kühen in Österreich betrug 2020 rund 7300 kg. Einzelne Tiere erreichen Lebensleistungen von über 100 Tonnen, mehr als zwei Drittel geben in ihren durchschnittlich etwa 5 Lebensjahren jedoch weniger als insgesamt 30.000 kg.
In den USA ließen sich für Wisconsin und Idaho bereits im Jahr 2001 mit etwa 9.750 kg solche Milchleistungen beobachten. In Argentinien bewegte sich die Milchleistung je nach Region grob zwischen 4000 und 7000 kg, in Indien zwischen 2.000 und 5.500 kg. In Neuseeland lag die Milchleistung bei etwa 4.000 kg. Die höchste Milchleistung weltweit wurde 2016 in Israel erzielt, wo jede Kuh im Durchschnitt fast 12.000 kg Milch liefert.
Bezüglich der Milchleistung bestehen zudem rassespezifische Unterschiede. Das Holstein-Rind hat mit etwa 7.800 kg die höchste Milchleistung, Shorthorns bzw. Ayrshire-Rinder und Brown Swiss liegen bei 6.700 bzw. etwa 6.200 kg, Guernsey und Jersey erzielen 5.500 bzw. 5.000 kg. In den Tropen verbreitete Rassen wie Sahiwal oder Zebu haben deutlich geringere Milchleistungen zwischen 2.000 und 3.000 kg.
Die höchste Milchleistung haben Kühe in den ersten sechs Wochen nach der Kalbung. In den ersten 100 Tagen der ca. 305 Tage dauernden Laktation wird etwa die Hälfte der Gesamtleistung erbracht (s. a. Laktationskurve).

## Milchleistung von Ziegen
Auf Milchleistung gezüchtete Ziegenrassen wie die Weiße Deutsche Edelziege bringen im dritten und vierten Jahr während der Laktationsperiode etwa 850–1000 kg Milch pro Laktationsperiode. Ziegen werden gelegentlich auch dazu genutzt, verwaiste Fohlen, Kälber, Rehkitze, Schaflämmer und sogar kümmernde Ferkel aufzuziehen. Ziegen gelten als das erste vom Menschen gehaltene Milchvieh überhaupt.
Erträge einiger Ziegenrassen:
- Pinzgauer Ziege: 570–680 kg / Jahr
- Gemsfarbige Gebirgsziege
- Oberhasli-Briezner Schlag: 680 kg
- Bündner Schlag: 570 kg
- Tauernscheckenziege: 720–880 kg an ca. 280 Melktagen
- Pfauenziege: 470 bis 500 kg an 210 Melktagen
- Saanenziege oder Weiße Deutsche Edelziege: pro Laktationsperiode: in der BRD durchschnittlich 950 kg Milch mit 3,5 % Fett. Spitzenleistungen liegen bei 1800 kg und mehr. Bei einem Durchschnittsgewicht von 50 kg das produktivste Milchtier überhaupt.
- Toggenburger: 700 bis 800 kg Milch in 280 Melktagen, teilweise auch erheblich darüber.

## Milchleistung von Kamelen

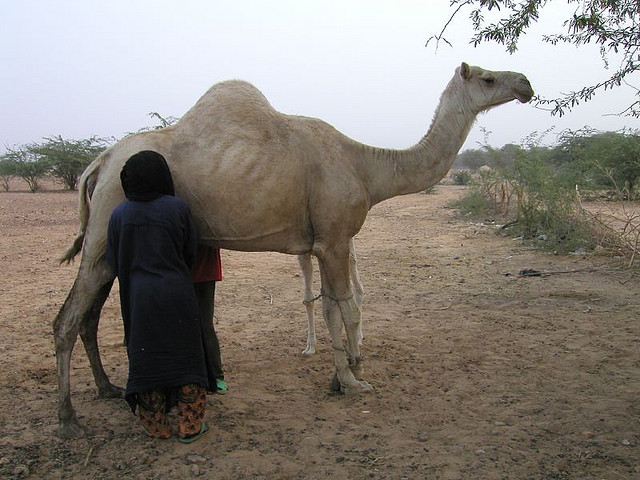
Kamelmelken in Niger

Mutterkamele können mehrere Jahre nach der Geburt Kamelmilch produzieren, Trampeltiere etwa 5 Liter pro Tag und Dromedare 20 Liter pro Tag.